# Temple Bailey

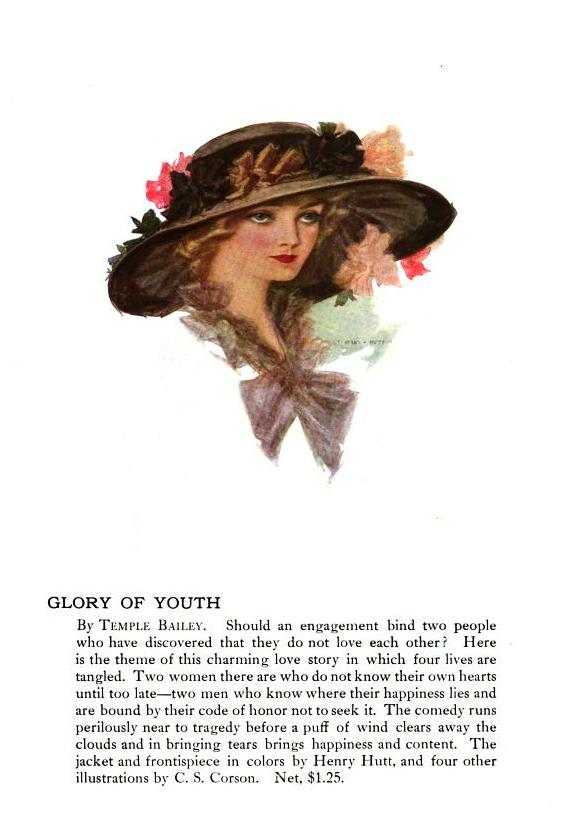
Ilustración por C.S. Corson en Glory of Youth.

Irene Temple Bailey (24 de febrero de 1869-6 de julio de 1953) fue una novelista estadounidense.
Iniciando su carrera en 1902, Temple Bailey contribuía con historias para publicaciones como The Saturday Evening Post, Cavalier Magazine, Cosmopolitan, The American Magazine, McClure's, Woman's Home Companion, Good Housekeeping, McCall's, entre otras.
En 1914, Bailey escribió el guion para la película Auntie, y dos de sus novelas fueron adaptadas a la gran pantalla. Tres de sus libros hicieron parte de la lista de best-sellers en los Estados Unidos en 1918, 1922 y 1926, datos determinados por Publishers Weekly.